# Bitwa o Miszmar ha-Emek
Bitwa o Miszmar ha-Emek została stoczona podczas wojny domowej w Mandacie Palestyny. Walki były toczone o położony w zachodniej części Doliny Jezreel żydowski kibuc Miszmar ha-Emek w dniach 4-14 kwietnia 1948 roku. Siły Arabskiej Armii Wyzwoleńczej usiłowały zdobyć kibuc i w ten sposób przejąć kontrolę nad strategiczną drogą łączącą Dżanin z Hajfą, odcinając społeczności żydowskie położone w Galilei od pozostałej części kraju. Bitwa zakończyła się zwycięstwem żydowskiej Hagany, która realizując wytyczne Planu Dalet przeprowadziła kontratak i zdobyła szereg okolicznych arabskich wiosek.

## Tło wydarzeń
Kibuc Miszmar ha-Emek został założony w 1926 roku na zboczach wzgórz Wyżyny Manassesa w zachodniej części Doliny Jezreel w Dolnej Galilei. Na wschód od kibucu rozciągają się pola uprawne Doliny Jezreel, natomiast po stronie zachodniej są zalesione wzgórza Giwat Kipod (252 m n.p.m.) i Giwat Ka’at (253 m n.p.m.). Wzdłuż północnego skraju osady przepływa strumień Miszmar ha-Emek, który na zachodzie wcina się między wzgórza głębokim wadi. Dalej na północy płynie strumień Paga, a na południu strumień Jicchar. W bezpośrednim sąsiedztwie kibucu przebiegała strategiczna droga łącząca Dżanin z Hajfą. Kibuc był z trzech stron otoczony arabskimi wsiami: od północnego zachodu Abu Szusza i Abu Zurajk, od zachodu Ar-Rihanija, od południowego zachodu Dalijat ar-Rauha, od południa Al-Kafrajn, i od południowego wschodu Al-Ghubaja at-Tahta, Al-Ghubaja al-Fauka, An-Naghnaghijja i Al-Mansi.
Ze względu na otoczenie zalesionych wzgórz, już w kwietniu 1942 roku Brytyjczycy rozpoczęli organizować w Miszmar ha-Emek pierwsze kursy szkoleniowe sabotażu dla żydowskich kompanii szturmowych Palmach. Gdy rok później Brytyjczycy zrezygnowali ze współpracy z Żydami i skonfiskowali broń, członkowie Palmach ukryli dużo uzbrojenia w rejonie Miszmar ha-Emek. Żydzi wykorzystali także okres współpracy z Brytyjczykami do rozwijania osadnictwa na Wyżynie Manassesa. W 1941 roku na zachód od Miszmar ha-Emek założono nowy kibuc Ramat ha-Szofet. W jego sąsiedztwie znajdował się założony w 1937 roku kibuc En ha-Szofet, na zachód od którego utworzono ośrodek szkoleniowy Joara (dla Palmach). Lokalizacji tej sprzyjało izolowane położenie – duża odległość od innych osad ludzkich, zalesienie okolicznych wzgórz oraz stosunkowo niewielka obecność brytyjskich sił w okolicy. Bardzo szybko ośrodek szkoleniowy rozwinął się w szkołę oficerów i instruktorów wojskowych Hagany. W latach 1938–1948 przeszkolenie przeszło ponad tysiąc oficerów, którzy później tworzyli podstawy Sił Obronnych Izraela. W ten sposób, trzy kibuce – Miszmar ha-Emek, En ha-Szofet i Ramat ha-Szofet – wyznaczały wierzchołki trójkąta, pośrodku którego znajdowała się baza szkoleniowa Joara Palmachu. Cały ten region posiadał duże znaczenie strategiczne dla Hagany.
Podczas wojny domowej w Mandacie Palestyny, na początku 1948 roku arabskie milicja skutecznie sparaliżowały żydowską komunikację w regionie. W styczniu tego roku, do Palestyny zaczęły wkraczać siły Arabskiej Armii Wyzwoleńczej dowodzonej przez Fauziego al-Kawukdżiego. Pomiędzy Nablusem a Dżaninem pozycje zajął Pierwszy Regiment Jarmouk. Stacjonujący bardziej na północy Drugi Regiment Jarmouk wdał się 20 stycznia 1948 roku w bitwę o Jechi’am, w której stracił 60 ludzi i musiał się wycofać. W konsekwencji bitwy o Jechi’am arabskie siły w Galilei zrezygnowały ze zdobywania żydowskich osiedli i skoncentrowały się na blokowaniu linii komunikacyjnych. W drugiej połowie marca, Tel Awiw został odcięty od Hajfy i żydowskich osiedli położonych w Galilei. Następnie, 27 marca został rozbity żydowski konwój Jechi’am jadący z zaopatrzeniem do kibucu Jechi’am. Klęska konwoju do Jechi’am była największą dotychczasową porażką żydowską w tej wojnie. Tego samego dnia został rozbity konwój jadący do bloku żydowskich osiedli Gusz Ecjon (konwój Nebi Daniel), a 31 marca porażkę poniósł konwój jadący do Jerozolimy (konwój Chulda). W ciągu jednego tygodnia Hagana poniosła trzy dotkliwe porażki, odnosząc przy tym bardzo duże straty. Całą sytuację postanowił wykorzystać Fauzi al-Kawukdżi. Jako cel ataku dla swoich sił wybrał kibuc Miszmar ha-Emek, który był otoczony arabskimi wsiami i posiadał słabą obronę. Jego zdobycie przecięło by żydowskie linie komunikacyjne i umożliwiło Arabskiej Armii Wyzwoleńczej wyprowadzenie dalszego natarcia w głąb żyznej Doliny Jezreel, po której drugiej stronie, w rejonie miasta Nazaret znajdowały się duże siły arabskie. Ich połączenie się, oznaczałoby całkowitą izolację wielu żydowskich osiedli, które następnie mogłyby być kolejno niszczone. Sam atak był pogwałceniem umowy, jaką Fauzi al-Kawukdżi zawarł z Wysokim Komisarzem Mandatu Palestyny sir Alanem Cunninghamem, że powstrzyma się przed bezpośrednią ingerencją w sprawy palestyńskie do czasu wygaśnięcia brytyjskiego mandatu (15 maja 1948 r.). Pomimo to, już 16 lutego 1948 roku zaatakował kibuc Tirat Cewi, tracąc przy tym 57 ludzi.

## Układ sił

### Strona arabska
Fauzi al-Kawukdżi do ataku na Miszmar ha-Emek przygotował Pierwszy Regiment Jarmuk (trzy kompanie liczące razem około 500 ludzi), którym dowodził Muhammad Safa. Siły te wzmocniono licznymi ochotnikami z okolicznych wiosek. Uzyskał on wsparcie baterii artylerii (7 dział o kalibrze 105 mm i 75 mm, pochodzących z syryjskiej armii) z Regimentu Ajnadin, dowodzonej przez porucznika Afifa al-Bizriego. Siły te nie uczestniczyły dotychczas w walkach w Palestynie, dysponowały jednak bardzo dużą siłą ognia. Dodatkowe wsparcie zapewniały moździerze kaliber 81 mm oraz oddział 10 samochodów pancernych. Ogółem, pod rozkazami al-Kawukdżiego znajdowało się około 1000 żołnierzy.
Już w trakcie walk o Miszmar ha-Emek, na wezwanie al-Kawukdżiego odpowiedzieli Druzowie. Społeczność ta od samego początku wojny domowej w Mandacie Palestyny była mocno podzielona. Część opowiedziała się po stronie żydowskiej, znaczna część usiłowała zachować neutralność, ale wielu Druzów zgromadziło się pod dowództwem Szakiba Wahaba. Jego 500-osobowy oddział przyłączył się 12 kwietnia 1948 roku do walk.

### Strona żydowska
Na początek kwietnia 1948 roku w kibucu Miszmar ha-Emek przebywał około 550 osób, z czego wiele kobiet, dzieci i osób starszych. Kibuc nie był obwarowany, nie posiadał wieży obserwacyjnej, a większość zabudowań była drewniana. Tylko kilka budynków było wzniesionych z cienkiego betonu. Obronę kibucu początkowo stanowiło 170 uzbrojonych członków Hagany. Byli to członkowie sił obrony terytorialnej Straży, którzy przeszli podstawowe szkolenie wojskowe i posiadali niewielką znajomość obsługi karabinów i granatów ręcznych. Po wybuchu walk, do Miszmar ha-Emek przedostały się dwa oddziały uderzeniowe Palmach, liczące w sumie mniej niż 300 żołnierzy. Już w trakcie żydowskiej kontrofensywy w działania operacyjne były zaangażowane większe siły.

## Przebieg bitwy

### Arabski atak
Rankiem 4 kwietnia 1948 roku, żydowscy pasterze z kibucu dostrzegli nadjeżdżające od strony południowo-wschodniej arabskie pojazdy wojskowe. Na okolicznych wzgórzach dostrzeżono wzmożony ruch, a po bliższej obserwacji zauważono Arabów zakładających stanowiska artylerii. Niedługo po tym, do kibucu dotarły informacje o dużym natężeniu sił arabskich w okolicznych wsiach. Dowództwo obrony kibucu Miszmar ha-Emek natychmiast ogłosiło alarm, zawracając wszystkich pracowników z pól. Dzieci i osoby starsze umieszczono w jaskini, która pełniła funkcję improwizowanego schronu. Natomiast wszyscy zdolni do walki zajęli stanowiska obronne. Arabskie natarcie rozpoczęło się od artyleryjskiego przygotowania ataku, podczas którego starano się obezwładnić obronę kibucu. Po ostrzale, arabska piechota przypuściła szturm, została jednak powstrzymana przez ogień obrońców, którzy zajęli stanowiska strzeleckie wzdłuż ogrodzenia osady. Żydzi posiadali zaledwie jeden karabin maszynowy i niewielką ilość amunicji, zdołali jednak odeprzeć napastników. W odpowiedzi Arabowie wznowili ostrzał artyleryjski, niszcząc wszystkie zabudowania kibucu, ograniczając swobodę ruchu obrońców i paraliżując ich system dowodzenia i obserwacji.
W nocy z 4 na 5 kwietnia do kibucu zdołało przedostać się około stu żołnierzy 14 Batalionu Brygady Golani. Byli to dobrze wyszkoleni żołnierze liniowi, którymi dowodził Me’ir Amit. Zajęli oni pozycje obronne wokół kibucu, aby w ten sposób uniknąć ataku z zaskoczenia. Ciemności nocy wykorzystali również Arabowie, którzy podciągnęli stanowiska artylerii na odległość 800 metrów od kibucu. Rankiem wznowili ostrzał artyleryjski, który trwał przez cały dzień. Równocześnie Fauzi al-Kawukdżi usiłował ściągnąć dodatkowe posiłki z rejonu Dżaninu.

### Zawieszenie broni
Rankiem 6 kwietnia do kibucu dotarła zmechanizowana kolumna brytyjskiej armii. Brytyjczycy zaproponowali obu stronom 24-godzinne zawieszenie broni. Brytyjski oficer długo negocjował tę sprawę z al-Kawukdżim w Dżaninie, i Arabowie ostatecznie zgodzili się. Brytyjscy żołnierze ewakuowali w ten dzień z kibucu osoby ranne, jak również dzieci i większość kobiet. Brytyjski konwój bezpiecznie przejechał przez arabskie linie, dowożąc rannych do szpitali. W nocy ewakuowano pieszo przez pola Doliny Jezreel pozostałych cywilów. Do kibucu dotarła kompania uderzeniowa Palmach (tzw. Pułk Doliny Jezreel), a następnie dotarł konwój samochodów ciężarowych z zaopatrzeniem i posiłkami. Natychmiast zaczęto budować fortyfikacje i wzmacniać istniejące już stanowiska obronne. Wszystko to wskazywało na całkowitą zmianę spostrzegania przez stronę żydowską znaczenia i roli obrony Miszmar ha-Emek. Sprawa obrony kibucu stała się żywotną kwestią Hagany, a zwłaszcza jej kompanii uderzeniowych Palmach. Dowództwo nad obroną Miszmar ha-Emek objął Jicchak Sade, który swoją siedzibę założył w położonym na zachodzie obozie szkoleniowym Joara. W rejonie kibucu En ha-Szofet rozpoczęto koncentrację sił przeznaczonych do przeprowadzenia kontrataku. Dotarł tutaj batalion Brygady Karmeli i batalion Brygady Aleksandroni. Siłę uderzeniową miał stanowić 1 Batalion Palmach. W międzyczasie doszło do negocjacji między dwoma najwyższymi dowódcami na polu bitwy. Jako pierwszy, Fauzi al-Kawukdżi wezwał stronę żydowską do złożenia broni i kapitulacji kibucu. Gdy żądanie to zostało odrzucone, zaproponował on wycofanie swoich sił pod warunkiem jednak, że siły żydowskie dadzą gwarancje bezpieczeństwa okolicznym wioskom arabskim. W odpowiedzi Jicchak Sade zażądał bezwarunkowego wycofania wojsk arabskich i wypłatę rekompensaty finansowej za wyrządzone szkody.
Sytuacja obu stron była niezwykle skomplikowana, gdyż w rejonie Jerozolimy toczyła się bitwa o Al-Kastal (3-9 kwietnia), a 5 kwietnia rozpoczęła się operacja Nachszon. Wszystkie te działania były pierwszym etapem realizacji Planu Dalet, i obronę  Miszmar ha-Emek spostrzegano jako część tego większego planu działań. Strona żydowska nie dysponowała jednak żadnymi większymi siłami rezerwowymi, które można było zaangażować w tym rejonie. Natomiast dowództwo arabskie naciskało na Fauzi al-Kawukdżi, by jak najszybciej przegrupował swoje siły w rejon wioski Al-Kastal, gdzie były toczone najcięższe walki kampanii jerozolimskiej. Rankiem 7 kwietnia powrócił brytyjski oficer, składając propozycję przedłużenia zawieszenia broni o kolejne 24 godziny. Fauzi al-Kawukdżi zgodził się i niemal natychmiast rozpoczął przegrupowywanie swoich sił w kierunku al-Kastal – w dniu 9 kwietnia dotarł wraz z baterią artylerii do wsi Bajt Surik, biorąc udział w ostatniej fazie walk o al-Kastal. Tymczasem w rejonie Miszmar ha-Emek strona żydowska odrzuciła brytyjską ofertę przedłużenia zawieszenia broni.

### Żydowski kontratak

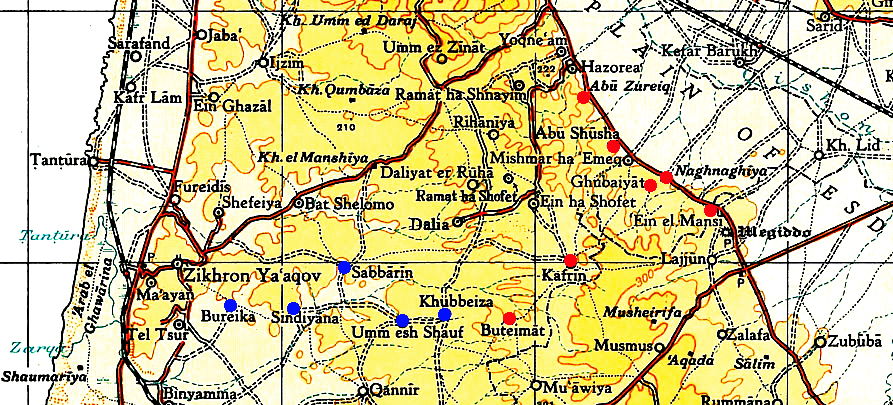
Kolorem czerwonym zaznaczone są wsie arabskie zdobyte przez Żydów podczas bitwy o Miszmar ha-Emek

W dniu 8 kwietnia 1948 roku żydowska Hagana rozpoczęła kontratak. Siły Palmach zaatakowały z kibucu Miszmar ha-Emek, zajmując jeszcze przed południem, położoną po stronie południowej wieś Al-Ghubaja at-Tahta. Popołudniem przeprowadzono kolejne uderzenie, zdobywając sąsiednią wieś Al-Ghubaja al-Fauka. W kolejnych dniach Arabowie próbowali bezskutecznie kontratakować. W dniu 9 kwietnia siły żydowskie zdobyły położona na północ od kibucu, wieś Abu Szusza. Równocześnie zajęto wieś Chirbat Lid, która blokowała linie zaopatrzeniowe do oblężonego kibucu. W ten sposób najbliższe wioski zostały przejęte przez Żydów, a bezpośrednie zagrożenie Miszmar ha-Emek zlikwidowane .
W nocy z 11 na 12 kwietnia siły żydowskie rozwinęły swoje działania. W pierwszej kolejności zdobyto położoną na północnym zachodzie wieś Abu Zurajk. Natomiast siły Hagany operujące z rejonu kibucu En ha-Szofet zdobyły położoną na południu wieś Al-Kafrajn. W odpowiedzi siły arabskie przeprowadziły kontratak, przegrupowując trzon swoich jednostek z kilkoma działami artylerii do wsi Al-Mansi. Jednak żołnierze Palmach zasadzili się na nich w zasadzce, zadając im duże straty (zginęło około 100 Arabów, a jedno działo zostało zniszczone od wybuchu amunicji). Po tym ciężkim starciu, siły Arabskiej Armii Wyzwoleńczej zaczęły się wycofywać. Następnego dnia rozpoczęła się ucieczka Arabów z okolicznych wiosek. Próbując jeszcze ratować sytuację, Fauzi al-Kawukdżi wezwał Druzów do podjęcia ofensywnych działań. Oddział druzyjski pod dowództwem Szakiba Wahaba zaatakował wówczas 12 kwietnia kibuc Ramat Jochanan, jednak dalszy przebieg wydarzeń spowodował, że wycofał się on na linie obrony.
W nocy z 12 na 13 kwietnia Żydzi zajęli prawie bez walki wioski An-Naghnaghijja i Al-Mansi. Rankiem przeprowadzono nieudany atak na kolejną wieś Ladżdżun, w której Arabska Armia Wyzwoleńcza przygotowała nowe pozycje obronne. Całość działań operacyjnych zakończono 14 kwietnia. W dniu tym zajęto jeszcze wieś Dalijat ar-Rauha.
Lista arabskich wiosek zajętych podczas bitwy o Miszmar ha-Emek:
| Nazwa               | Liczba mieszkańców (1948 r.) | Data zajęcia     | Obrońcy                   | Siły żydowskie     | Opis                                                                      |
| ------------------- | ---------------------------- | ---------------- | ------------------------- | ------------------ | ------------------------------------------------------------------------- |
| Al-Ghubaja at-Tahta | 1130                         | 8 kwietnia 1948  | Arabska Armia Wyzwoleńcza | 1 Batalion Palmach | Wszyscy mieszkańcy uciekli, a siły żydowskie wyburzyły wszystkie budynki. |
| Al-Ghubaja al-Fauka | 1130                         | 8 kwietnia 1948  | Arabska Armia Wyzwoleńcza | 1 Batalion Palmach | Wszyscy mieszkańcy uciekli, a siły żydowskie wyburzyły wszystkie budynki. |
| Abu Szusza          | 835                          | 9 kwietnia 1948  | Arabska Armia Wyzwoleńcza | 1 Batalion Palmach | Wszyscy mieszkańcy uciekli, a siły żydowskie wyburzyły wszystkie budynki. |
| Chirbat Lid         | 742                          | 9 kwietnia 1948  | ochotnicy                 | Palmach            | Wszyscy mieszkańcy zostali wysiedleni, a domy wyburzono.                  |
| Abu Zurajk          | 638                          | 12 kwietnia 1948 | Arabska Armia Wyzwoleńcza | 1 Batalion Palmach | Wszystkich mieszkańców wysiedlono, a 15 kwietnia wyburzono domy.          |
| Al-Kafrajn          | 1067                         | 12 kwietnia 1948 | Arabska Armia Wyzwoleńcza | Hagana             | Wszystkich mieszkańców wysiedlono, a 19 kwietnia wyburzono domy.          |
| Al-Mansi            | 1392                         | 12 kwietnia 1948 | ochotnicy                 | Palmach            | Wszystkich mieszkańców wysiedlono, a domy wyburzono.                      |
| An-Naghnaghijja     | 1311                         | 12 kwietnia 1948 | ochotnicy                 | Palmach            | Wszystkich mieszkańców wysiedlono, a domy wyburzono.                      |
| Dalijat ar-Rauha    | 325                          | 14 kwietnia 1948 | ochotnicy                 | Hagana             | Wszystkich mieszkańców wysiedlono, a na początku czerwca wyburzono domy.  |

## Reakcje i następstwa
Arabski atak na kibuc Miszmar ha-Emek zakończył się całkowitym niepowodzeniem. W ataku tym wzięły udział prawie wszystkie dostępne siły Arabskiej Armii Wyzwoleńczej. Dowodzący transjordańskim Legionem Arabskim sir John Bagot Glubb nazwał go „fiaskiem”, dodając, że po porażce „osłabły morale i entuzjazm Arabskiej Armii Wyzwoleńczej ... stała się ona bardziej zainteresowana grabieżami Arabów w Palestynie”. Równocześnie śmierć Abd al-Kadir al-Husajniego w bitwie o al-Kastal i porażki Armii Świętej Wojny podczas żydowskiej operacji Nachszon spowodowały dezorientację i zamieszanie w oddziałach. Do tego doszła walka o wpływy pomiędzy przywódcami arabskimi. Żydowskie zwycięstwo pod Miszmar ha-Emek przyniósł zajęcie szeregu okolicznych wiosek arabskich, których ludność została wysiedlona. W połączeniu z masakrą w Dajr Jasin (9 kwietnia 1948 r.), wywołało to panikę wśród ludności arabskiej, która zaczęła masowo uciekać z rejonów ogarniętych walkami.
Strona żydowska odniosła zdecydowane zwycięstwo, umacniając swoje pozycje na zachodniej krawędzi Doliny Jezreel i utrzymując kontrolę nad strategiczną szosą z Dżaninu do Hajfy. Zwycięstwo pod Miszmar ha-Emek i sukces operacji Nachszon stały się punktem zwrotnym całej wojny.